# Concrete (album)
Concrete är ett musikalbum av den amerikanska metalgruppen Fear Factory, inspelat 1991 och utgivet 2002.
Albumet var det första gruppen spelade in men man beslutade att inte ge ut det. Istället spelades flera av låtarna in på nytt till albumet Soul of a New Machine som gavs ut 1992. Concrete gavs till slut ut 2002 av Roadrunner Records.

## Låtlista
1. "Big God/Raped Souls" - 2:37
2. "Arise Above Oppression" - 1:57
3. "Concrete" - 2:28
4. "Crisis" - 3:34
5. "Escape Confusion" - 4:09
6. "Sangre de Niños" - 2:03
7. "Soulwomb" - 2:34
8. "Echoes of Innocence" - 3:05
9. "Dragged Down by the Weight of Existence" - 2:43
10. "Deception" - 0:30
11. "Desecrate" - 2:38
12. "Suffer Age" - 3:46
13. "Anxiety" - 1:40
14. "Self Immolation" - 2:33
15. "Piss Christ" - 2:41
16. "Ulceration" - 2:44